# ستيفن أوسبورن
ستيفن أوسبورن هو كاتب كندي، ولد في 11 سبتمبر 1947 في بانغنيرتونغ في كندا.